# Monarkfjärilens biosfärområde
Monarkfjärilens biosfärområde (mexikanska: Reserva a la Biosfera Mariposa Monarca) ligger till största delen i östra delen av delstaten Michoacán och en mindre del i västra delen av delstaten Mexiko i Mexikos centrala högland. Biosfärområdet skapades för att skydda Monarkfjärilens övervintringshabitat och omfattar över 56 000 hektar land.
Vintern 2007-2008, fanns där tolv större monarkkolonier eller fristäder som täckte totalt över 4,7 hektar land, samma som vintern före och fler än de sju som fanns vintern 2004-2005. Åtta av dessa tolv ligger inom reservatet. Fyra av dessa är öppna för allmänheten. Dessa är:
- Sierra Chincua - nära Tlalpujahua och Angangueo i Michoacán.
- La Mesa - i kommunen San José del Rincón i delstaten Mexiko
- El Capulín - nära Donato Guerra och San Juan Soconusco i delstaten Mexiko
- El Rosario - nära Ocampo i Michoacán.

Andra fristäder såsom de nära San José Villa de Allende och Ixtapan del Oro är inte aktivt marknadsförda för turism då det är risk att detta skadar dessa kolonier.
Medan reservatet fortfarande har problem med infrastruktur, mest tydligt med skräp exempelvis omkring parkeringar och marknadsområden, har ett antal förbättringar genomförts, särskilt i fristaden El Rosario. Dessa omfattar väldefinierade gångvägar med säkerhetspatruller och stenar/eller murade trappsteg på branta platser för att skydda mot erosion. Ridvägar har också tagits bort på grund av erosionen.
Under vintern 2008-2009, finns det planer att märka så många av de övervintrande fjärilarna som möjligt med mycket ljusa självhäftande markörer för att inte hämma deras flykt. Målet med detta är att fastställa fjärilarnas exakta migrationsrutter då de under våren flyger tillbaka norrut till USA och Kanada.